# Castell de l'Espluga Calba
El Castell de l'Espluga Calba és un edifici situat a l'Espluga Calba documentat des de 1148. El seu nom prové del llatí spelunca, que fa referència a les coves excavades en la roca que es poden veure en diversos indrets de la vila. El castell va pertànyer a l'Orde dels Hospitalers durant 4 segles. És un edifici declarat bé cultural d'interès nacional.
L'edifici actual data de la reforma dels hospitalers del segle xv. El pati d'armes fou reformat al segle xviii quan hi introduïren una capella de guix. Al segle xix es va reformar la sala capitular per transformar-la en capella per l'Encomanada de l'Espluga Calba de l'Ordre de Sant Joan, i més endavant, l'edifici fou adaptat per fer de col·legi.

## Història

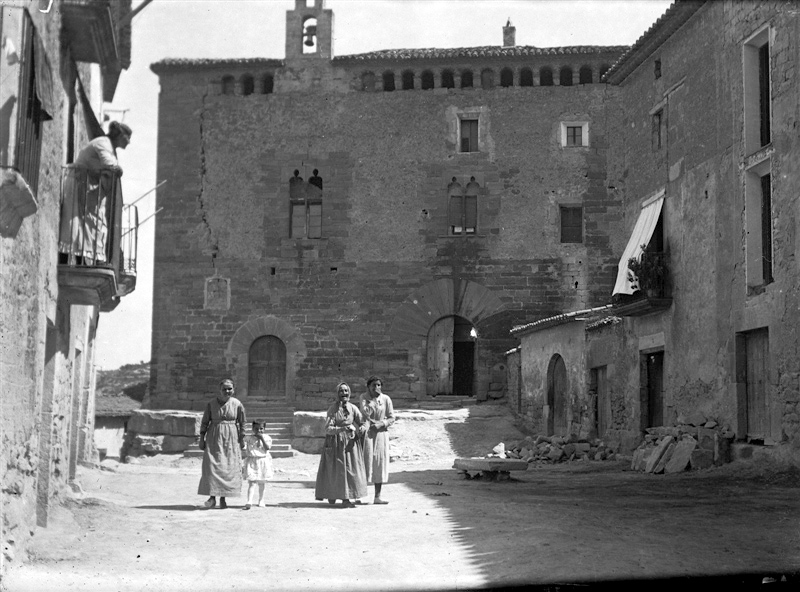
Castell de l'Espluga Calva en una fotografia de Baldomer Gili i Roig.

El lloc de l'Espluga Calba va ser una fortalesa àrab avançada, del valiat de Siurana, i la seva església de Santa Maria era una mesquita durant la dominació musulmana. Ramon Berenguer IV va atorgar la carta de població de la vila el 22 de desembre de 1148, durant el setge de Tortosa, quan LLeida era encara en mans dels sarraïns. Aquest fet donà impuls a la seva repoblació, i feu donació del castell i de la vila closa a cinc famílies, les del batlle Porcell de Cervera, Vives de Cruzillada, Guillem Bertran, Arnau Bosquet i Mir de Fluvià.
En el segle xiii, sota domini cristià, la vila passà a la vegueria de Montblanc. L'any 1251 Jaume I donà el castell a Eldiarda d'Anglesola, abadessa del monestir de Vallbona de les Monges. Va pertànyer al monestir fins al 1350, quan fou venut per 115.000 sous barcelonesos a Pere de Carcassona. Pere i la seva muller Constança el vengueren l'any 1368 a Jaume Conesa, conseller i protonotari reial. Passà per diverses mans fins a arribar a Antoni de Maçanet, diputat de Catalunya el 1375. Un descendent seu, Nicolau de Maçanet, el deixà en herència al seu nebot, Antoni de Montsuar, senyor de Torregrossa.
L'any 1405 l'Orde de Sant Joan de Jerusalem, també coneguda com a Orde els Hospitalers o Orde de Malta, va comprar l'Espluga i el seu castell a Antoni de Montsuar i el seu germà Vicenç, per un import de 140.000 sous, i tot seguit el papa Benet XIII va establir-hi la comanda de l'Espluga Calba, que comprenia els municipis de Sidamon, el Palau d'Anglesola, el Bordell i Civit. Els hospitalaris van reedificar el castell. La comanda de l'Espluga Calba, com les altres del país, va durar fins a la fi de l'Antic Règim i els seus béns foren subhastats en virtut de la desamortització de Madoz (anys cinquanta del segle XIX). El castell fou comprat per Joan Cendra (Apotecari). Cap a finals de l'any 1860, el dit veí, Joan Cendra, efectuà una permuta amb unes religioses denominades Mercedàries que regentaven un col·legi ubicat a la casa, coneguda actualment per Ca l'Agna; amb aquella permuta, les esmentades Mercedàries adquirien el castell i el senyor Cendra entrà en possessió de Ca l'Agna que va vendre al veí Cristòfol Teixidó el 1920.
El dia 24 de setembre de 1877, tingué lloc l'arribada de les religioses Dominiques que varen instal·lar-se al castell, prèvia una amigable gestió amb la comunitat Mercedària, composta per dues religioses que des d'aquella data, entraren a formar par de la comunitat de les Dominiques i va quedar extingida la de les Mercedàries.
Aquestes religioses donen el nom de Sant Vicenç Ferrer, al nou centre d'ensenyament. Les monges tenien una sandàlia d'aquest Sant, que per evitar les calamarsades era exposada a la finestra principal del castell, els dies de tempesta.
L'any 1963, les religioses Dominiques deixen la seva residència i s'absenten de l'Espluga Calba, donant l'esmentada sandàlia a la parròquia de la Immaculada, la de la vila.
A partir del 1963 l'edifici restà tancat i començà el procés de degradació fins que, el 17 d'abril de 1966, la Corporació Municipal Espluguenca, que presidia el veí Joan Torres Roca (Joan del Pastor), va adquirir per al municipi el castell i terres de conreu pel preu de 300.000 pessetes. Posteriorment el castell ha estat rehabilitat i és visitable. Disposa d'una sala dedicada a l'Orde de Malta i d'un museu de la pagesia.

## Edifici
El castell, casal gòtic de planta quadrangular construït o refet totalment quan els hospitalers s'instal·laren a l'Espluga, té planta baixa, pis i golfes, i és format per diversos cossos al voltant d'un pati central que servia com a pati d'armes, amb l'escala d'accés al pis.
A la façana principal hi ha dos portals d'arc de mig punt adovellats a la planta baixa. Al primer pis hi ha finestres geminades per totes les façanes i a les golfes una galeria d'arcs de mig punt fetes amb llosetes de pedra sense picar. La façana del costat és coronada amb merlets. Té dos portals d'entrada, un dona accés directament a les dependències, i l'altre comunica amb la capella.
A l'interior, el pati d'armes és de planta rectangular i té unes grans mènsules que possiblement aguantaven unes galeries. Actualment hi ha l'aula magna, i al pati hi ha una gran pica de pedra que s'usava per guardar oli. La primera planta de la part posterior del castell es va reformar totalment quan es van instal·lar les escoles.

## Comanadors de l'Espluga Calba
- Joan Descarrigues, 1408-1414
- Lluís de Mur, 1426
- Guillem de Sant Celoni, 1475-1499
- Ponç de Corregó, 1514
- Onofre de Monsuar, 1535-1548
- Francesc Burgués, 1574
- Bartomeu Desbrull, 1607
- Joan Miquel Fuster, 1633-1634
- Felip de Sabater, 1640
- Miquel de Caldes, 1665-1771
- Arnau Moix, 1677-1696
- Jordi Puigdorfila, 1711
- Magi Anton de Vilallonga, 1758-1763
- Nicolau Abri Descatllar, 1774-1784
- Salvador Xammar,1797